# De tre gracerna (Rafael)
De tre gracerna är en liten oljemålning av den italienske renässanskonstnären Rafael. Den målades omkring 1504–1505 och ingår i samlingarna på Musée Condé i slottet i Chantilly. 
De tre gracerna är ett tidigt verk av Rafael, troligen utfört i början av hans florentinska period då han var i tjänst hos Pietro Perugino (1504–1508). Den tros utgöra ett par tillsammans med Riddarens dröm som även den är kvadratisk till formen och i samma storlek. Konstvetare har antagit att Riddarens dröm är baserad på Silius Italicus epos Punia; där återges en episod om den romerske härföraren Scipio Africanus som i en dröm tvingades välja mellan Venus (nöje) och Minerva (dygd). Han valde då dygden och i den andra tavlan belönades riddaren av de tre gracerna med Hesperidernas gyllene äpplen. De tre gracerna var i romersk mytologi tre gudinnor som skänkte yttre skönhet och inre harmoni åt människor, konst och litteratur. De motsvarar de grekiska chariterna.
Tavlan ägdes av kardinal Scipione Borghese på 1600-talet och var kvar i familjens ägo på Villa Borghese till 1800 då den såldes till Napoleons sändebud Henry Reboul som förde den till Frankrike. Via mellanhänder hamnade den i England där den bland annat ägdes av konstnären Thomas Lawrence. År 1888 förvärvades den av Henri av Orléans, hertig av Aumale, som hängde upp den i sitt slott i Chantilly. Vid hertigens död 1897 testamenterades såväl slottet som konstsamlingen till Institut de France.